# Stadio Olimpico del Nuoto
El Stadio Olimpico del Nuoto (Estadio Olímpico de Natación) es el centro acuático del Foro Itálico en Roma, Italia. Inaugurado en 1959, fue diseñado por los arquitectos Enrico Del Debbio y Aniballe Vitellozzi para albergar las pruebas de natación, saltos, waterpolo, y prueba de natación del pentatlón moderno en los Juegos Olímpicos de Roma 1960. 
Las instalaciones fueron reformadas para hospedar el Campeonato Europeo de Natación de 1983, y reconfiguradas y ampliadas para el Campeonato Mundial de Natación de 1994. El estadio fue, de nuevo, la principal instalación en el Campeonato Mundial de Natación de 2009.